# Bartosz Czyż
Bartosz Czyż (ur. 14 sierpnia 1999 w Cieszynie) – polski skoczek narciarski, reprezentant klubu WSS Wisła. Medalista mistrzostw kraju.

## Przebieg kariery
W styczniu 2015 w Kranju zadebiutował w FIS Cup, zajmując 61. miejsce. Pierwsze punkty tego cyklu zdobył 2 lipca 2016 w Villach po zajęciu 18. pozycji. 20 sierpnia 2016 w Kuopio zadebiutował w Letnim Pucharze Kontynentalnym, tydzień później w zawodach we Frenštácie pod Radhoštěm zdobył pierwsze punkty, zajmując 19. lokatę. Na Mistrzostwach Świata Juniorów w Narciarstwie Klasycznym 2017 zajął 22. miejsce indywidualnie i 5. w drużynie. W marcu 2017 zadebiutował w zimowej edycji Pucharu Kontynentalnego, nie zdobywając punktów.
We wrześniu 2017 zadebiutował w Letnim Grand Prix, zajmując 45. miejsce w zawodach w Czajkowskim. 28 stycznia 2018 zadebiutował w konkursie indywidualnym Pucharu Świata, zajmując 48. miejsce w zawodach w Zakopanem. Na Mistrzostwach Świata Juniorów 2018 zajął 23. miejsce w konkursie indywidualnym i 5. w drużynie męskiej. W zawodach Pucharu Kontynentalnego w sezonie 2017/2018 najwyżej klasyfikowany był na 12. miejscu w letniej części cyklu i na 19. w zimowej.
W sezonie 2018/2019 i letniej części sezonu 2019/2020 punkty w międzynarodowych zawodach Czyż zdobył jedynie w cyklu FIS Cup. Po raz ostatni wystartował w nich we wrześniu 2019, gdy w konkursach FIS Cupu w Râșnovie zajął 17. i 30. miejsce. 
W listopadzie 2019 ogłosił zakończenie sportowej kariery. 
W październiku zdobył srebrny medal w zawodach drużynowych na Letnich Mistrzostwach Polski 2019.

## Mistrzostwa świata juniorów

### Indywidualnie
| 2017 Park City  | – | 22. miejsce |
| 2018 Kandersteg | – | 23. miejsce |

### Drużynowo
| 2017 Park City  | – | 5. miejsce |
| 2018 Kandersteg | – | 5. miejsce |

### Starty B. Czyża na mistrzostwach świata juniorów – szczegółowo
| Miejsce | Dzień    | Rok  | Miejscowość | Skocznia           | Punkt K | HS     | Konkurs  | Skok 1 | Skok 2  | Nota                  | Strata   | Zwycięzca      |
| ------- | -------- | ---- | ----------- | ------------------ | ------- | ------ | -------- | ------ | ------- | --------------------- | -------- | -------------- |
| 22.     | 1 lutego | 2017 | Park City   | Utah Olympic Park  | K-90    | HS-100 | indywid. | 88,5 m | 88,0 m  | 232,3 pkt             | 30,8 pkt | Viktor Polášek |
| 5.      | 3 lutego | 2017 | Park City   | Utah Olympic Park  | K-90    | HS-100 | druż.    | 86,5 m | 87,0 m  | 866,4 pkt (211,1 pkt) | 65,9 pkt | Słowenia       |
| 23.     | 1 lutego | 2018 | Kandersteg  | Lötschberg-Schanze | K-95    | HS-106 | indywid. | 92,0 m | 92,0 m  | 235,3 pkt             | 56,1 pkt | Marius Lindvik |
| 5.      | 3 lutego | 2018 | Kandersteg  | Lötschberg-Schanze | K-95    | HS-106 | druż.    | 93,0 m | 101,0 m | 997,0 pkt (252,8 pkt) | 71,5 pkt | Niemcy         |

## Puchar Świata

### Miejsca w poszczególnych konkursach indywidualnychPucharu Świata
| Źródło | Źródło     | Źródło            | Źródło            | Źródło                 | Źródło          | Źródło          | Źródło           | Źródło                       | Źródło          | Źródło              | Źródło         | Źródło         | Źródło          | Źródło          | Źródło      | Źródło     | Źródło            | Źródło          | Źródło          | Źródło        | Źródło        | Źródło | Źródło | Źródło | Źródło | Źródło | Źródło | Źródło | Źródło | Źródło | Źródło | Źródło | Źródło | Źródło | Źródło | Źródło | Źródło | Źródło | Źródło | Źródło | Źródło | Źródło | Źródło | Źródło | Źródło | Źródło | Źródło | Źródło | Źródło |
| --- | ---------- | ----------------- | ----------------- | ---------------------- | --------------- | --------------- | ---------------- | ---------------------------- | --------------- | ------------------- | -------------- | -------------- | --------------- | --------------- | ----------- | ---------- | ----------------- | --------------- | --------------- | ------------- | ------------- | ------ | ------ | ------ | ------ | ------ | ------ | ------ | ------ | ------ | ------ | ------ | ------ | ------ | ------ | ------ | ------ | ------ | ------ | ------ | ------ | ------ | ------ | ------ | ------ | ------ | ------ | ------ | ------ |
| Sezon 2017/2018 |            |                   |                   |                        |                 |                 |                  |                              |                 |                     |                |                |                 |                 |             |            |                   |                 |                 |               |               |        |        |        |        |        |        |        |        |        |        |        |        |        |        |        |        |        |        |        |        |        |        |        |        |        |        |        |        |
| Wisła HS134 | Ruka HS142 | Niżny Tagił HS134 | Niżny Tagił HS134 | Titisee-Neustadt HS142 | Engelberg HS140 | Engelberg HS140 | Oberstdorf HS137 | Garmisch-Partenkirchen HS140 | Innsbruck HS130 | Bischofshofen HS140 | Tauplitz HS235 | Zakopane HS140 | Willingen HS145 | Willingen HS145 | Lahti HS130 | Oslo HS134 | Lillehammer HS140 | Trondheim HS140 | Vikersund HS240 | Planica HS240 | Planica HS240 | punkty | punkty | punkty | punkty | punkty | punkty | punkty | punkty | punkty | punkty | punkty | punkty | punkty | punkty | punkty | punkty | punkty | punkty | punkty |        |        |        |        |        |        |        |        |        |
| q | -          | -                 | -                 | -                      | -               | -               | -                | -                            | -               | -                   | -              | 48             | -               | -               | -           | -          | -                 | -               | -               | -             | -             | 0      | 0      | 0      | 0      | 0      | 0      | 0      | 0      | 0      | 0      | 0      | 0      | 0      | 0      | 0      | 0      | 0      | 0      | 0      |        |        |        |        |        |        |        |        |        |
| Legenda |            |                   |                   |                        |                 |                 |                  |                              |                 |                     |                |                |                 |                 |             |            |                   |                 |                 |               |               |        |        |        |        |        |        |        |        |        |        |        |        |        |        |        |        |        |        |        |        |        |        |        |        |        |        |        |        |
| 1 2 3 4-10 11-30 poniżej 30 dq – dyskwalifikacja q – dyskwalifikacja w kwalifikacjach q – zawodnik nie zakwalifikował się - – zawodnik nie wystartował |            |                   |                   |                        |                 |                 |                  |                              |                 |                     |                |                |                 |                 |             |            |                   |                 |                 |               |               |        |        |        |        |        |        |        |        |        |        |        |        |        |        |        |        |        |        |        |        |        |        |        |        |        |        |        |        |

## Letnie Grand Prix

### Miejsca w poszczególnych konkursach indywidualnychLGP
| Źródło | Źródło             | Źródło           | Źródło           | Źródło       | Źródło            | Źródło            | Źródło          | Źródło            | Źródło | Źródło | Źródło | Źródło | Źródło | Źródło | Źródło | Źródło | Źródło | Źródło | Źródło | Źródło | Źródło | Źródło | Źródło | Źródło | Źródło | Źródło |
| --- | ------------------ | ---------------- | ---------------- | ------------ | ----------------- | ----------------- | --------------- | ----------------- | ------ | ------ | ------ | ------ | ------ | ------ | ------ | ------ | ------ | ------ | ------ | ------ | ------ | ------ | ------ | ------ | ------ | ------ |
| 2017 |                    |                  |                  |              |                   |                   |                 |                   |        |        |        |        |        |        |        |        |        |        |        |        |        |        |        |        |        |        |
| Wisła HS134 | Hinterzarten HS108 | Courchevel HS132 | Hakuba HS131     | Hakuba HS131 | Czajkowskij HS140 | Czajkowskij HS140 | Hinzenbach HS94 | Klingenthal HS140 | punkty | punkty | punkty | punkty | punkty | punkty | punkty | punkty | punkty |        |        |        |        |        |        |        |        |        |
| - | -                  | -                | -                | -            | 45                | dq                | -               | -                 | 0      | 0      | 0      | 0      | 0      | 0      | 0      | 0      | 0      |        |        |        |        |        |        |        |        |        |
| 2018 |                    |                  |                  |              |                   |                   |                 |                   |        |        |        |        |        |        |        |        |        |        |        |        |        |        |        |        |        |        |
| Wisła HS134 | Hinterzarten HS108 | Einsiedeln HS117 | Courchevel HS135 | Hakuba HS131 | Hakuba HS131      | Râșnov HS97       | Râșnov HS97     | Hinzenbach HS94   | punkty |        |        |        |        |        |        |        |        |        |        |        |        |        |        |        |        |        |
| - | -                  | -                | q                | -            | -                 | -                 | -               | -                 | 0      |        |        |        |        |        |        |        |        |        |        |        |        |        |        |        |        |        |
| Legenda |                    |                  |                  |              |                   |                   |                 |                   |        |        |        |        |        |        |        |        |        |        |        |        |        |        |        |        |        |        |
| 1 2 3 4-10 11-30 poniżej 30 dq – dyskwalifikacja q – dyskwalifikacja w kwalifikacjach q – zawodnik nie zakwalifikował się - – zawodnik nie wystartował |                    |                  |                  |              |                   |                   |                 |                   |        |        |        |        |        |        |        |        |        |        |        |        |        |        |        |        |        |        |

## Puchar Kontynentalny

### Miejsca w klasyfikacji generalnej
| Sezon     | Miejsce |
| --------- | ------- |
| 2017/2018 | 86.     |

### Miejsca w poszczególnych konkursachPucharu Kontynentalnego
| Źródło                                                                        | Źródło            | Źródło          | Źródło     | Źródło          | Źródło          | Źródło                 | Źródło                 | Źródło                 | Źródło                       | Źródło                       | Źródło        | Źródło        | Źródło        | Źródło              | Źródło              | Źródło              | Źródło              | Źródło              | Źródło           | Źródło           | Źródło            | Źródło              | Źródło              | Źródło         | Źródło         | Źródło            | Źródło            | Źródło            | Źródło            | Źródło | Źródło | Źródło | Źródło | Źródło | Źródło | Źródło | Źródło | Źródło | Źródło | Źródło | Źródło | Źródło | Źródło | Źródło | Źródło | Źródło | Źródło | Źródło | Źródło | Źródło | Źródło | Źródło | Źródło | Źródło | Źródło | Źródło | Źródło | Źródło | Źródło |
| ----------------------------------------------------------------------------- | ----------------- | --------------- | ---------- | --------------- | --------------- | ---------------------- | ---------------------- | ---------------------- | ---------------------------- | ---------------------------- | ------------- | ------------- | ------------- | ------------------- | ------------------- | ------------------- | ------------------- | ------------------- | ---------------- | ---------------- | ----------------- | ------------------- | ------------------- | -------------- | -------------- | ----------------- | ----------------- | ----------------- | ----------------- | ------ | ------ | ------ | ------ | ------ | ------ | ------ | ------ | ------ | ------ | ------ | ------ | ------ | ------ | ------ | ------ | ------ | ------ | ------ | ------ | ------ | ------ | ------ | ------ | ------ | ------ | ------ | ------ | ------ | ------ |
| Sezon 2016/2017                                                               |                   |                 |            |                 |                 |                        |                        |                        |                              |                              |               |               |               |                     |                     |                     |                     |                     |                  |                  |                   |                     |                     |                |                |                   |                   |                   |                   |        |        |        |        |        |        |        |        |        |        |        |        |        |        |        |        |        |        |        |        |        |        |        |        |        |        |        |        |        |        |
| Vikersund HS117                                                               | Vikersund HS117   | Vikersund HS117 | Ruka HS142 | Ruka HS142      | Engelberg HS140 | Engelberg HS140        | Titisee-Neustadt HS142 | Titisee-Neustadt HS142 | Garmisch-Partenkirchen HS140 | Garmisch-Partenkirchen HS140 | Sapporo HS100 | Sapporo HS137 | Sapporo HS137 | Bischofshofen HS140 | Bischofshofen HS140 | Erzurum HS140       | Erzurum HS109       | Brotterode HS117    | Brotterode HS117 | Planica HS139    | Planica HS139     | Iron Mountain HS133 | Iron Mountain HS133 | Rena HS139     | Rena HS139     | Zakopane HS134    | Zakopane HS134    | Czajkowskij HS106 | Czajkowskij HS106 | punkty |        |        |        |        |        |        |        |        |        |        |        |        |        |        |        |        |        |        |        |        |        |        |        |        |        |        |        |        |        |
| -                                                                             | -                 | -               | -          | -               | -               | -                      | -                      | -                      | -                            | -                            | -             | -             | -             | -                   | -                   | -                   | -                   | -                   | -                | -                | -                 | -                   | -                   | -              | -              | 49                | 57                | -                 | -                 | 0      |        |        |        |        |        |        |        |        |        |        |        |        |        |        |        |        |        |        |        |        |        |        |        |        |        |        |        |        |        |
| Sezon 2017/2018                                                               |                   |                 |            |                 |                 |                        |                        |                        |                              |                              |               |               |               |                     |                     |                     |                     |                     |                  |                  |                   |                     |                     |                |                |                   |                   |                   |                   |        |        |        |        |        |        |        |        |        |        |        |        |        |        |        |        |        |        |        |        |        |        |        |        |        |        |        |        |        |        |
| Whistler HS104                                                                | Whistler HS104    | Ruka HS142      | Ruka HS142 | Engelberg HS140 | Engelberg HS140 | Titisee-Neustadt HS142 | Titisee-Neustadt HS142 | Bischofshofen HS140    | Bischofshofen HS140          | Erzurum HS140                | Erzurum HS140 | Sapporo HS100 | Sapporo HS137 | Sapporo HS137       | Planica HS138       | Planica HS138       | Iron Mountain HS133 | Iron Mountain HS133 | Brotterode HS117 | Brotterode HS117 | Klingenthal HS140 | Klingenthal HS140   | Rena HS139          | Rena HS139     | Zakopane HS140 | Zakopane HS140    | Czajkowskij HS140 | punkty            | punkty            | punkty | punkty | punkty | punkty | punkty | punkty | punkty | punkty | punkty | punkty | punkty | punkty | punkty | punkty | punkty | punkty | punkty |        |        |        |        |        |        |        |        |        |        |        |        |        |
| -                                                                             | 49                | 43              | 43         | -               | -               | -                      | -                      | -                      | -                            | -                            | -             | -             | -             | -                   | -                   | -                   | -                   | -                   | -                | -                | -                 | -                   | -                   | -              | 23             | 19                | 28                | 23                | 23                | 23     | 23     | 23     | 23     | 23     | 23     | 23     | 23     | 23     | 23     | 23     | 23     | 23     | 23     | 23     | 23     | 23     |        |        |        |        |        |        |        |        |        |        |        |        |        |
| Sezon 2018/2019                                                               |                   |                 |            |                 |                 |                        |                        |                        |                              |                              |               |               |               |                     |                     |                     |                     |                     |                  |                  |                   |                     |                     |                |                |                   |                   |                   |                   |        |        |        |        |        |        |        |        |        |        |        |        |        |        |        |        |        |        |        |        |        |        |        |        |        |        |        |        |        |        |
| Lillehammer HS140                                                             | Lillehammer HS140 | Ruka HS142      | Ruka HS142 | Engelberg HS140 | Engelberg HS140 | Klingenthal HS140      | Klingenthal HS140      | Bischofshofen HS140    | Bischofshofen HS140          | Sapporo HS137                | Sapporo HS137 | Sapporo HS137 | Planica HS139 | Planica HS139       | Iron Mountain HS133 | Iron Mountain HS133 | Iron Mountain HS133 | Oberstdorf HS137    | Oberstdorf HS137 | Brotterode HS117 | Brotterode HS117  | Rena HS139          | Rena HS139          | Zakopane HS140 | Zakopane HS140 | Czajkowskij HS140 | Czajkowskij HS140 | punkty            | punkty            | punkty | punkty | punkty | punkty | punkty | punkty | punkty | punkty | punkty | punkty | punkty | punkty | punkty | punkty | punkty | punkty | punkty |        |        |        |        |        |        |        |        |        |        |        |        |        |
| -                                                                             | -                 | -               | -          | -               | -               | -                      | -                      | -                      | -                            | -                            | -             | -             | 53            | 52                  | -                   | -                   | -                   | -                   | -                | -                | -                 | -                   | -                   | -              | -              | -                 | -                 | 0                 | 0                 | 0      | 0      | 0      | 0      | 0      | 0      | 0      | 0      | 0      | 0      | 0      | 0      | 0      | 0      | 0      | 0      | 0      |        |        |        |        |        |        |        |        |        |        |        |        |        |
| Legenda                                                                       |                   |                 |            |                 |                 |                        |                        |                        |                              |                              |               |               |               |                     |                     |                     |                     |                     |                  |                  |                   |                     |                     |                |                |                   |                   |                   |                   |        |        |        |        |        |        |        |        |        |        |        |        |        |        |        |        |        |        |        |        |        |        |        |        |        |        |        |        |        |        |
| 1 2 3 4-10 11-30 poniżej 30 dq – dyskwalifikacja - – zawodnik nie wystartował |                   |                 |            |                 |                 |                        |                        |                        |                              |                              |               |               |               |                     |                     |                     |                     |                     |                  |                  |                   |                     |                     |                |                |                   |                   |                   |                   |        |        |        |        |        |        |        |        |        |        |        |        |        |        |        |        |        |        |        |        |        |        |        |        |        |        |        |        |        |        |

## Letni Puchar Kontynentalny

### Miejsca w klasyfikacji generalnej
| Sezon | Miejsce |
| ----- | ------- |
| 2016  | 77.     |
| 2017  | 67.     |

### Miejsca w poszczególnych konkursachLetniego Pucharu Kontynentalnego
| Źródło                                                                        | Źródło      | Źródło            | Źródło            | Źródło         | Źródło         | Źródło            | Źródło            | Źródło          | Źródło         | Źródło            | Źródło            | Źródło            | Źródło            | Źródło            | Źródło            | Źródło | Źródło | Źródło | Źródło | Źródło | Źródło | Źródło | Źródło | Źródło | Źródło | Źródło |
| ----------------------------------------------------------------------------- | ----------- | ----------------- | ----------------- | -------------- | -------------- | ----------------- | ----------------- | --------------- | -------------- | ----------------- | ----------------- | ----------------- | ----------------- | ----------------- | ----------------- | ------ | ------ | ------ | ------ | ------ | ------ | ------ | ------ | ------ | ------ | ------ |
| 2016                                                                          |             |                   |                   |                |                |                   |                   |                 |                |                   |                   |                   |                   |                   |                   |        |        |        |        |        |        |        |        |        |        |        |
| Kranj HS109                                                                   | Kranj HS109 | Kuopio HS127      | Kuopio HS127      | Frenštát HS106 | Frenštát HS106 | Lillehammer HS138 | Lillehammer HS138 | Stams HS115     | Stams HS115    | Wisła HS134       | Wisła HS134       | Klingenthal HS140 | Klingenthal HS140 | punkty            | punkty            | punkty | punkty | punkty | punkty | punkty | punkty |        |        |        |        |        |
| -                                                                             | -           | 49                | 56                | 19             | 23             | -                 | -                 | -               | -              | 32                | 50                | -                 | -                 | 20                | 20                | 20     | 20     | 20     | 20     | 20     | 20     |        |        |        |        |        |
| 2017                                                                          |             |                   |                   |                |                |                   |                   |                 |                |                   |                   |                   |                   |                   |                   |        |        |        |        |        |        |        |        |        |        |        |
| Kranj HS109                                                                   | Kranj HS109 | Szczyrk HS106     | Wisła HS134       | Frenštát HS106 | Stams HS115    | Stams HS115       | Trondheim HS138   | Trondheim HS138 | Râșnov HS100   | Râșnov HS100      | Klingenthal HS140 | Klingenthal HS140 | punkty            | punkty            | punkty            | punkty | punkty | punkty | punkty | punkty |        |        |        |        |        |        |
| 35                                                                            | 50          | 12                | 21                | 32             | -              | -                 | -                 | -               | -              | -                 | -                 | -                 | 32                | 32                | 32                | 32     | 32     | 32     | 32     | 32     |        |        |        |        |        |        |
| 2018                                                                          |             |                   |                   |                |                |                   |                   |                 |                |                   |                   |                   |                   |                   |                   |        |        |        |        |        |        |        |        |        |        |        |
| Kranj HS109                                                                   | Kranj HS109 | Szczyrk HS106     | Wisła HS134       | Frenštát HS106 | Stams HS115    | Stams HS115       | Oslo HS106        | Oslo HS106      | Zakopane HS140 | Zakopane HS140    | Klingenthal HS140 | Klingenthal HS140 | punkty            | punkty            | punkty            | punkty | punkty | punkty | punkty | punkty |        |        |        |        |        |        |
| 47                                                                            | 40          | -                 | 43                | 59             | -              | -                 | -                 | -               | 50             | 60                | -                 | -                 | 0                 | 0                 | 0                 | 0      | 0      | 0      | 0      | 0      |        |        |        |        |        |        |
| 2019                                                                          |             |                   |                   |                |                |                   |                   |                 |                |                   |                   |                   |                   |                   |                   |        |        |        |        |        |        |        |        |        |        |        |
| Kranj HS109                                                                   | Kranj HS109 | Szczuczyńsk HS140 | Szczuczyńsk HS140 | Wisła HS134    | Wisła HS134    | Frenštát HS106    | Frenštát HS106    | Râșnov HS97     | Râșnov HS97    | Lillehammer HS140 | Lillehammer HS140 | Stams HS115       | Stams HS115       | Klingenthal HS140 | Klingenthal HS140 | punkty | punkty |        |        |        |        |        |        |        |        |        |
| -                                                                             | -           | -                 | -                 | 39             | 46             | -                 | -                 | -               | -              | -                 | -                 | -                 | -                 | -                 | -                 | 0      | 0      |        |        |        |        |        |        |        |        |        |
| Legenda                                                                       |             |                   |                   |                |                |                   |                   |                 |                |                   |                   |                   |                   |                   |                   |        |        |        |        |        |        |        |        |        |        |        |
| 1 2 3 4-10 11-30 poniżej 30 dq – dyskwalifikacja - – zawodnik nie wystartował |             |                   |                   |                |                |                   |                   |                 |                |                   |                   |                   |                   |                   |                   |        |        |        |        |        |        |        |        |        |        |        |

### Puchar Beskidów

#### Miejsca w klasyfikacji generalnej
| Sezon | Miejsce |
| ----- | ------- |
| 2017  | 20.     |
| 2018  | 58.     |

## FIS Cup

### Miejsca w klasyfikacji generalnej
| Sezon     | Miejsce |
| --------- | ------- |
| 2016/2017 | 35.     |
| 2017/2018 | 18.     |
| 2018/2019 | 161.    |
| 2019/2020 | 132.    |

### Miejsca w poszczególnych konkursachFIS Cupu
| Sezon 2014/2015                                                               |               |                  |                  |                  |                  |                  |                  |                    |                    |                |                |                |                |                      |                      |                            |                            |                |                |              |              |             |             |              |              |        |        |        |        |        |        |        |        |        |        |        |        |        |        |        |        |        |
| Villach                                                                       | Villach       | Hinterzarten     | Hinterzarten     | Kuopio           | Kuopio           | Einsiedeln       | Einsiedeln       | Planica            | Planica            | Szczyrk        | Szczyrk        | Râșnov         | Râșnov         | Notodden             | Notodden             | Szczyrbskie Jezioro        | Zakopane                   | Zakopane       | Kranj          | Kranj        | Brattleboro  | Brattleboro | Lake Placid | Hinterzarten | Hinterzarten | punkty |        |        |        |        |        |        |        |        |        |        |        |        |        |        |        |        |
| -                                                                             | -             | -                | -                | -                | -                | -                | -                | -                  | -                  | -              | -              | -              | -              | -                    | -                    | -                          | -                          | -              | 61             | 70           | -            | -           | -           | -            | -            | 0      |        |        |        |        |        |        |        |        |        |        |        |        |        |        |        |        |
| Sezon 2015/2016                                                               |               |                  |                  |                  |                  |                  |                  |                    |                    |                |                |                |                |                      |                      |                            |                            |                |                |              |              |             |             |              |              |        |        |        |        |        |        |        |        |        |        |        |        |        |        |        |        |        |
| Villach                                                                       | Villach       | Kuopio           | Kuopio           | Szczyrk          | Szczyrk          | Einsiedeln       | Einsiedeln       | Râșnov             | Râșnov             | Notodden       | Notodden       | Zakopane       | Zakopane       | Pjongczang           | Pjongczang           | Whistler                   | Whistler                   | Eau Claire     | Eau Claire     | Planica      | Planica      | Harrachov   | Harrachov   | punkty       | punkty       | punkty | punkty | punkty | punkty | punkty | punkty | punkty | punkty | punkty | punkty | punkty | punkty | punkty | punkty | punkty | punkty | punkty |
| -                                                                             | -             | -                | -                | 60               | -                | -                | -                | -                  | -                  | -              | -              | 78             | 72             | -                    | -                    | -                          | -                          | -              | -              | -            | -            | -           | -           | 0            | 0            | 0      | 0      | 0      | 0      | 0      | 0      | 0      | 0      | 0      | 0      | 0      | 0      | 0      | 0      | 0      | 0      | 0      |
| Sezon 2016/2017                                                               |               |                  |                  |                  |                  |                  |                  |                    |                    |                |                |                |                |                      |                      |                            |                            |                |                |              |              |             |             |              |              |        |        |        |        |        |        |        |        |        |        |        |        |        |        |        |        |        |
| Villach HS98                                                                  | Villach HS98  | Szczyrk HS106    | Szczyrk HS106    | Kuopio HS127     | Kuopio HS127     | Einsiedeln HS117 | Einsiedeln HS117 | Hinterzarten HS108 | Hinterzarten HS108 | Râșnov HS100   | Râșnov HS100   | Notodden HS98  | Notodden HS98  | Zakopane HS134       | Zakopane HS134       | Eau Claire HS95            | Eau Claire HS95            | Sapporo HS100  | Sapporo HS134  | punkty       | punkty       | punkty      | punkty      | punkty       | punkty       | punkty | punkty | punkty | punkty | punkty | punkty | punkty | punkty | punkty | punkty | punkty | punkty | punkty |        |        |        |        |
| 18                                                                            | 28            | 29               | 48               | 69               | 57               | 45               | 11               | 42                 | 47                 | 7              | 4              | 35             | 69             | 59                   | 57                   | -                          | -                          | -              | -              | 128          | 128          | 128         | 128         | 128          | 128          | 128    | 128    | 128    | 128    | 128    | 128    | 128    | 128    | 128    | 128    | 128    | 128    | 128    |        |        |        |        |
| Sezon 2017/2018                                                               |               |                  |                  |                  |                  |                  |                  |                    |                    |                |                |                |                |                      |                      |                            |                            |                |                |              |              |             |             |              |              |        |        |        |        |        |        |        |        |        |        |        |        |        |        |        |        |        |
| Villach HS98                                                                  | Villach HS98  | Kuopio HS127     | Kuopio HS127     | Kandersteg HS106 | Kandersteg HS106 | Râșnov HS100     | Râșnov HS100     | Whistler HS104     | Whistler HS104     | Notodden HS100 | Notodden HS100 | Zakopane HS140 | Zakopane HS140 | Planica HS102        | Planica HS102        | Breitenberg-Rastbüchl HS78 | Breitenberg-Rastbüchl HS78 | Villach HS98   | Villach HS98   | Falun HS100  | punkty       | punkty      | punkty      | punkty       | punkty       | punkty | punkty | punkty | punkty | punkty |        |        |        |        |        |        |        |        |        |        |        |        |
| 19                                                                            | 8             | 5                | 11               | 33               | 56               | -                | -                | 40                 | 21                 | -              | -              | 6              | 7              | -                    | -                    | 13                         | 17                         | -              | -              | -            | 233          | 233         | 233         | 233          | 233          | 233    | 233    | 233    | 233    | 233    |        |        |        |        |        |        |        |        |        |        |        |        |
| Sezon 2018/2019                                                               |               |                  |                  |                  |                  |                  |                  |                    |                    |                |                |                |                |                      |                      |                            |                            |                |                |              |              |             |             |              |              |        |        |        |        |        |        |        |        |        |        |        |        |        |        |        |        |        |
| Villach HS98                                                                  | Villach HS98  | Szczyrk HS106    | Szczyrk HS106    | Râșnov HS97      | Râșnov HS97      | Notodden HS100   | Notodden HS100   | Park City HS100    | Park City HS100    | Zakopane HS140 | Zakopane HS140 | Planica HS102  | Planica HS102  | Rastbüchl HS78       | Rastbüchl HS78       | Villach HS98               | Villach HS98               | punkty         | punkty         | punkty       | punkty       | punkty      | punkty      | punkty       | punkty       | punkty | punkty | punkty | punkty |        |        |        |        |        |        |        |        |        |        |        |        |        |
| -                                                                             | -             | 44               | 29               | 52               | 32               | 51               | 45               | -                  | -                  | 65             | 49             | -              | -              | 59                   | 67                   | -                          | -                          | 2              | 2              | 2            | 2            | 2           | 2           | 2            | 2            | 2      | 2      | 2      | 2      |        |        |        |        |        |        |        |        |        |        |        |        |        |
| Sezon 2019/2020                                                               |               |                  |                  |                  |                  |                  |                  |                    |                    |                |                |                |                |                      |                      |                            |                            |                |                |              |              |             |             |              |              |        |        |        |        |        |        |        |        |        |        |        |        |        |        |        |        |        |
| Szczyrk HS106                                                                 | Szczyrk HS106 | Szczuczyńsk HS99 | Szczuczyńsk HS99 | Ljubno HS94      | Ljubno HS94      | Pjongczang HS109 | Pjongczang HS109 | Râșnov HS97        | Râșnov HS97        | Villach HS98   | Villach HS98   | Notodden HS98  | Notodden HS98  | Oberwiesenthal HS106 | Oberwiesenthal HS106 | Zakopane HS140             | Zakopane HS140             | Rastbüchl HS78 | Rastbüchl HS78 | Villach HS98 | Villach HS98 | punkty      | punkty      | punkty       | punkty       | punkty | punkty | punkty | punkty | punkty | punkty | punkty | punkty |        |        |        |        |        |        |        |        |        |
| 60                                                                            | 28            | -                | -                | -                | -                | -                | -                | 17                 | 30                 | -              | -              | -              | -              | -                    | -                    | -                          | -                          | -              | -              | -            | -            | 18          | 18          | 18           | 18           | 18     | 18     | 18     | 18     | 18     | 18     | 18     | 18     | 18     |        |        |        |        |        |        |        |        |
| Legenda                                                                       |               |                  |                  |                  |                  |                  |                  |                    |                    |                |                |                |                |                      |                      |                            |                            |                |                |              |              |             |             |              |              |        |        |        |        |        |        |        |        |        |        |        |        |        |        |        |        |        |
| 1 2 3 4-10 11-30 poniżej 30 dq – dyskwalifikacja - – zawodnik nie wystartował |               |                  |                  |                  |                  |                  |                  |                    |                    |                |                |                |                |                      |                      |                            |                            |                |                |              |              |             |             |              |              |        |        |        |        |        |        |        |        |        |        |        |        |        |        |        |        |        |